# Upshire
Upshire est un village de l'Essex, en Angleterre, situé au nord de Londres. 